# PowerPC G3
De PowerPC G3 is een type processor die door computerfabrikant Apple gebruikt werd in zijn Macintosh-computers van 1997 tot 2003. De G3 is de derde generatie PowerPC-chip, die door IBM en Motorola de PowerPC 750 genoemd werd. De chip bevond zich onder meer in de eerste iMac, een van de meest verkochte Apple computers ooit.
Zowel Mac OS 8 en 9 kunnen op de G3-Macs draaien. Voor Mac OS X is de laatste met G3-processors werkende versie Mac OS X 10.4 (Tiger). Het in oktober 2007 gelanceerde Mac OS X 10.5 (Leopard) werkt niet op G3-processors. De G3 werd opgevolgd door de PowerPC G4 processor in 1999.